# Steve Caton
Steve Caton – amerykański gitarzysta, wokalista, autor piosenek, producent, artysta plastyk działający na różnych polach.
Caton po raz pierwszy pojawił się szerszej publiczności grając w zespole Y Kant Tori Read razem z nieznaną wówczas wokalistką Tori Amos. W latach 80. grał z różnymi zespołami oraz wykonawcami min. Human Drama, The Boxboys, Al Kooper, Sandra Bernhard, Francis X and the Bushman czy Sphinx In Cairo. Równocześnie pracował razem z Tori Amos nad wieloma jej albumami solowymi, takimi jak Little Earthquakes oraz Under the Pink, oraz grał w zespole towarzyszącym jej podczas tras koncertowych w latach 1996-1999. Ostatnim albumem na którym współpracował z Tori Amos był To Venus and Back.
W latach 90. Caton tworzył muzykę do filmów i seriali telewizyjnych takich jak Point Break z Keanu Reevesem, oraz znanego serialu Beverly Hills, 90210 oraz 21 Jump Street z Johnnym Deppem.
W 1997 roku, we współpracy z perkusistą Guns N’ Roses Mattem Sorumem rozpoczął własny projekt „Caton”.